# Întoarcerea din iad
Întoarcerea din iad é um filme de drama romeno de 1983 dirigido e escrito por Nicolae Mărgineanu e Petre Sălcudeanu, baseado no romance de Ion Agârbiceanu. Foi selecionado como representante da Romênia à edição do Oscar 1984, organizada pela Academia de Artes e Ciências Cinematográficas.

## Elenco
- Constantin Brînzea
- Maria Ploae
- Remus Margineanu
- Ana Ciontea - Catarina
- Ion Sasaran
- Vasile Nitulescu
- Lucia Mara
- Liliana Ticau
- Livia Baba
- Olimpia Arghir